# Чиле на Светском првенству у атлетици на отвореном 2023.
Чиле је учествовао на 19. Светском првенству у атлетици на отвореном 2023. одржаном у Будимпешти од 19. до 27. августа деветнаести пут, односно, учествовао је на свим првенствима до данас. Репрезентацију Чилеа представљала су 9 такмичара (6 мушкараца и 3 жене) који су се такмичили у 7 дисциплина (4 мушке и 3 женске). , 
На овом првенству такмичари Чилеа нису освојили ниједну медаљу нити су остварили неки резултат.

## Учесници
| Мушкарци: - Карлос Мартин Дијас дел Рио — 10.000 м - Луис Рејес — Троскок - Клаудио Ромеро — Бацање диска - Лукас Нерви — Бацање диска - Габријел Кехр — Бацање кладива - Умберто Мансиља — Бацање кладива | Жене: - Мартина Вајл — 400 м - Ивана Ксенија Галардо — Бацање кугле - Карен Гаљардо — Бацање диска |  |

## Резултати

### Мушкарци
| Атлетичар                   | Дисциплина     | Лични рекорд | Квалификације | Квалификације | Полуфинале           | Полуфинале   | Финале                | Финале            | Детаљи |
| Атлетичар                   | Дисциплина     | Лични рекорд | Резултат      | Место         | Резултат             | Место        | Резултат              | Место             | Детаљи |
| --------------------------- | -------------- | ------------ | ------------- | ------------- | -------------------- | ------------ | --------------------- | ----------------- | ------ |
| Карлос Мартин Дијас дел Рио | 10.000 м       | 27:58,97 НР  |               |               |                      |              | Није завршио трку     | Није завршио трку |        |
| Луис Рејес                  | Троскок        | 16,61        | 15,75         | 12. у гр. А   |                      |              | Нису се квалификовали | 28 / 31 (37)      |        |
| Клаудио Ромеро              | Бацање диска   | 67,02 НР     | 62,24         | 12. у гр. Б   | 23 / 35              |              | Нису се квалификовали |                   |        |
| Лукас Нерви                 | Бацање диска   | 64,55        | 58,76         | 18. у гр. А   | 32 / 35              |              | Нису се квалификовали |                   |        |
| Габријел Кехр               | Бацање кладива | 77,66        | 75,10         | 5. у гр. А    | 75,99                | 9 / 33 (35)  |                       |                   |        |
| Умберто Мансиља             | Бацање кладива | 77,70 НР     | 72,80         | 11. у гр. Б   | Није се квалификовао | 20 / 33 (35) |                       |                   |        |

### Жене
| Атлетичарка           | Дисциплина   | Лични рекорд | Квалификације | Квалификације | Полуфинале            | Полуфинале            | Финале                | Финале       | Детаљи |
| Атлетичарка           | Дисциплина   | Лични рекорд | Резултат      | Место         | Резултат              | Место                 | Резултат              | Место        | Детаљи |
| --------------------- | ------------ | ------------ | ------------- | ------------- | --------------------- | --------------------- | --------------------- | ------------ | ------ |
| Мартина Вајл          | 400 м        | 51,07 НР     | 51,35         | 4. у гр. 4    | Није се квалификовала | Није се квалификовала | Није се квалификовала | 24 / 48      |        |
| Ивана Ксенија Галардо | Бацање кугле | 17,91        | 16,55         | 15. у гр. Б   |                       |                       | Нису се квалификовале | 30 / 34 (35) |        |
| Карен Гаљардо         | Бацање диска | 61,10 НР     | 56,74         | 14. у гр. Б   | 27 / 37               |                       | Нису се квалификовале |              |        |